# Miracles for Sale
Miracles for Sale is een Amerikaanse dramafilm uit 1939 onder regie van Tod Browning. Destijds werd de film in Nederland uitgebracht onder de titel Het gemaskerde medium.

## Verhaal
Mike Morgan bedenkt de trucs, die goochelaars gebruiken in hun voorstellingen. In zijn vrije tijd ontmaskert hij ook valse spiritualisten. Op een avond wordt Mike uitgenodigd om een seance bij te wonen van dokter Sabbat, maar Judy Barclay wil dat hij haar helpt. Dokter Sabatt wordt vermoord, terwijl Judy ontsnapt aan een moordpoging.

## Rolverdeling
| Acteur            | Personage          |
| ----------------- | ------------------ |
| Robert Young      | Michael Morgan     |
| Florence Rice     | Judy Barclay       |
| Frank Craven      | Dad Morgan         |
| Henry Hull        | Dave Duvallo       |
| Lee Bowman        | La Claire          |
| Cliff Clark       | Inspecteur Gavigan |
| Astrid Allwyn     | Zelma La Claire    |
| Walter Kingsford  | Kolonel Watrous    |
| Frederick Worlock | Dokter Sabbatt     |
| Gloria Holden     | Madame Rapport     |
| William Demarest  | Quinn              |
| Harold Minjir     | Tauro              |